# Cruijffiaans
Cruijffiaans is de benaming voor het unieke taalgebruik van de Nederlandse voetballer en voetbaltrainer Johan Cruijff (1947-2016).
Cruijffiaans kenmerkt zich door een verzameling woorden uit het voetbaljargon, het plat Amsterdams en oneliners die het midden houden tussen paradoxen, inzicht en open deuren. Taalkundige René Appel meent dat Cruijff 'op een heerlijke manier uitdrukkingen verkeerd gebruikt.' Omdat Johan Cruijff voor zijn toehoorders vaak niet te volgen was, spreekt men van cruijffiaans taalgebruik. In de Dikke Van Dale wordt dit begrip als volgt omschreven: ‘raadselachtige, diepzinnig aandoende uitspraken die niet altijd de regels van de logica lijken te volgen’. Maar achter deze uitspraken gaat volgens het boek Cruijffiaans (2020) van Rob Siekmann wel degelijk een geordend gedachtegoed schuil. Siekmann destilleerde uit duizenden citaten niet alleen Cruijffs visie op voetbal, maar ook op andere aspecten van zijn leven.

## Achtergrond
Het taalgebruik van Cruijff kan volgens Appel worden verklaard doordat hij, net als elke prater doet, gedeeltelijk plant wat hij zal gaan zeggen en tegelijkertijd al bezig is met de uitvoering: 'alleen bij Cruijff gaat dat in zo'n hoog tempo dat het vaker misgaat.' Bovendien heeft Cruijff ook zelf in de gaten dat hij een fout maakt, maar 'meestal komt hij niet toe aan het verbeteren van zichzelf omdat hij al met de volgende zin bezig is.'

## Kenmerken
Het Cruijffiaans heeft verschillende kenmerken:
- Plat en algemeen Nederlands worden door elkaar gebruikt.
- Het betrekkelijk voornaamwoord die wordt altijd door wie vervangen.[4]
- Hun wordt gebruikt in plaats van zij.
- De persoonlijke voornaamwoorden ik, wij en we worden vervangen door je.
- Neologismen en verbasteringen.
- Veelvuldig gebruik van Dan praat je over... in plaats van Dat is...
- Veelvuldig gebruik van tautologieën.
- Afwijkend gebruik van staande uitdrukkingen, zoals 'onderzoeken naar de hand nemen'[5] wanneer bedoeld is 'onder de loep nemen', of een probleem 'in de tand des tijds zien' in plaats van 'in zijn tijd zien'.[6]
- Bepaalde woorden zeer vaak gebruiken, zoals 'ofschoon'.
- Stellige maar onterechte beweringen, zoals dat er 'een heel oud gezegde' bestaat: 'Het zijn en blijven Italianen', terwijl dat geen bestaand gezegde is.[7]
- Woorden verkeerd uitspreken of het verkeerde woord kiezen, zoals de uitspraak 'merchandining' voor 'merchandising',[8] of in 'hun verdediging was een geitenkaas' waar 'gatenkaas' bedoeld is.[9]

## Varianten

### Nederland
Cruijff werd gepersifleerd in Café de Wereld, waarin hij typisch Cruijffiaans spreekt. Cabaretier Joop Visser schreef het lied "Voetbal" waarvan de tekst bestaat uit Cruijffiaanse uitspraken.

### Spanje
Ook het Spaans van Johan Cruijff had kenmerkende eigenschappen, zoals zijn veelvuldige gebruik van de Spaanse uitdrukking en un momento dado (op een gegeven moment). Deze uitdrukking werd ook gebruikt in de titel van een documentaire over Cruijffs leven uit 2004: Johan Cruijff: En un momento dado.

## Voorbeelden van Cruijffiaans

### Over voetbal

#### Algemeen
- "Als ik zou willen dat je het begreep, had ik het wel beter uitgelegd."
- "Elk nadeel heb zijn voordeel."
- "Elk voordeel heb zijn nadeel."
- "Ik heb nog nooit een zak geld een goal zien maken."
- "Je snap het pas als je het begrijp" (zo, betekenis "Je gaat het pas zien als je het door hebt.")
- "Voetballen is simpel. Het moeilijkste wat er is, is simpel voetballen."
- "Voordat ik een fout maak, maak ik die fout niet."

#### Bal
- "Als je op balbezit speelt, hoef je niet te verdedigen, want er is maar één bal."
- "Als wij de bal hebben, kunnen hun niet scoren."
- "Als je de bal niet heb, ken je niet scoren."
- "Je moet altijd zorgen dat je een doelpunt meer scoort als de tegenstander."
- "Kijk, de bal is een essentieel onderdeel van het spel."
- "Kijk, de bal moet minimaal tussen die twee palen."
- "Zonder de bal kun je niet winnen."

#### Italianen
- "Als Italianen één kans krijgen, maken ze er twee."
- "Italianen kennen niet van je winnen, maar je ken wel van ze verliezen."
- "Italië heb een paar hele goeie voetballers, maar die moet je dan wel de bal spelen, zodat ze kunnen voetballen."

Laatste twee uitspraken vlak voor de EK 2008-wedstrijd Nederland-Italië, die Nederland won met 3-0:
- "Als ik de hele tuin moet verdedigen ben ik de slechtste, als ik dit stukje moet verdedigen ben ik de beste. Alles heeft te maken met meters, meer niet." (EK 2008)
- "Zet er één in de spits, maak er een tutti frutti van." (EK 2008)

#### Snelheid en tijd
- "Als je een speler ziet sprinten, is hij te laat vertrokken."
- "Als je ergens niet bent, ben je óf te vroeg óf te laat."
- "Als je sneller wilt spelen kun je wel harder lopen, maar in wezen bepaalt de bal de snelheid van het spel."
- "In voetbal is het simpel: je bent óf op tijd óf je bent te laat. Als je te laat bent, moet je zorgen dat je op tijd vertrekt."
- "Wat is snelheid? Vaak verwisselt de sportpers snelheid met inzicht. Kijk, als ik iets eerder begin te lopen dan een ander, dan lijk ik sneller."

#### Techniek
- "Je moet een gat voor je laten vallen en er dan zelf inlopen."

#### Winnen
- "Als je de eerste goal scoort, win je de wedstrijd."
- "Italianen kennen niet van je winnen, maar je ken wel van ze verliezen."
- "Je moet schieten, anders kun je niet scoren."
- "Voetbal is een spel van fouten. Wie de minste fouten maakt, wint."
- "Zonder de bal kun je niet winnen."

### Over files
- "Mensen moeten harder gaan rijden, dan zijn ze sneller van de weg, dus zijn er minder files."

### Over zichzelf
- "In zekere zin ben ik waarschijnlijk onsterfelijk."[10]
- "Ik ben Nederlands belangrijkste exportproduct."

### Over geloof
- "Je moet nooit bijgelovig zijn. Dat brengt ongeluk."
- "Ik geloof niet omdat ik dus niet gelovig ben maar ik denk wel dat er iets anders is, maar daardoor geloof ik datgene wat ik dus denk dat er is."
- "Ik geloof niet. In Spanje slaan alle 22 spelers een kruisje voordat ze het veld opkomen, als het werkt, zal het dus altijd een gelijkspel worden."